# Cania-Gorge-Nationalpark

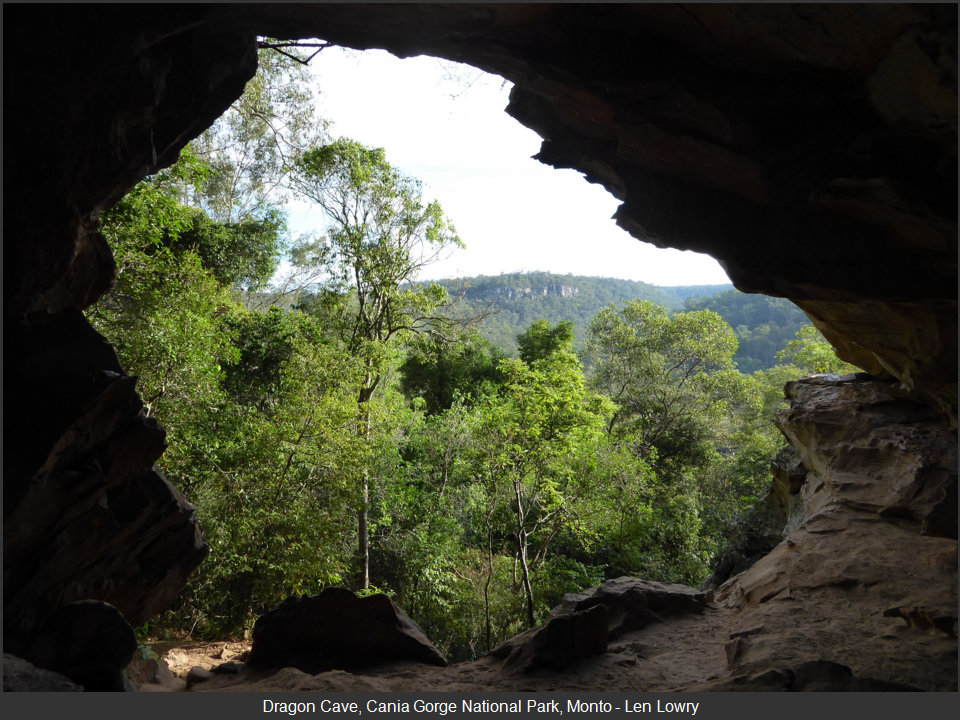

Der Cania-Gorge-Nationalpark (englisch Cania Gorge National Park) ist ein Nationalpark im Südosten des australischen Bundesstaates Queensland. Er liegt 373 Kilometer nordwestlich von Brisbane und 20 Kilometer nordwestlich von Monto am Burnett Highway.
Wichtigste Sehenswürdigkeit im kleinen Naturschutzgebiet sind die 70 Meter hohen Sandsteinfelsen in der Schlucht Cania Gorge, durch die der Three Moon Creek fließt.

## Fauna
Im Park findet man Felswallabys, Bürstenkängurus, Schnabeltiere, Geckos und über 90 verschiedene Vogelarten.

## Kultur
Die Felszeichnungen der Aborigines sind ein Zeichen für die mindestens 19.000 Jahre zurückliegende Besiedelung durch die Ureinwohner.

## Einrichtungen
Ein Picknickplatz liegt an der Hauptstraße, die den Burnett Highway mit dem Park verbindet. Dort werden Picknicktische, Toiletten und Gasgrills vorgehalten.
Die meisten Wanderwege beginnen an diesem Picknickplatz, auch der zum 1,1 Kilometer entfernten Dripping Rock, der zum 1,6 Kilometer entfernten The Overhang und der 1,3 Kilometer lange zur Bloodwood Cave. Der längste Wanderweg im Park beginnt an einem kleinen Parkplatz  500 Meter südlich des Picknickplatzes. Der 5,6 Kilometer lange Weg führt zum Giants Chair Lookout, von wo aus man die Schlucht und das Fern Tree Waterhole, ein dauernd gefülltes Wasserloch, überblicken kann. Ein weiterer Weg führt die Besucher zu einem aufgelassenen Bergwerk.